# Jundiá
Jundiá este un oraș în statul Alagoas (AL) din Brazilia.